# 北方町コミュニティセンター
北方町コミュニティセンター（きたがたちょうコミュニティセンター）は、岐阜県本巣郡北方町にある公共施設（コミュニティセンター）。

## 概要
- 2018年（平成30年）4月1日に開館。4月3日に竣工式が行われた[1]。
- 北方町北方字大門に存在した北方町公民館（1967年完成）の老朽化に伴い、その代替として建設された施設である。なお、北方町公民館の機能の一部は北方町生涯学習センターきらりも担っている。

## 主な施設
1階
- 集会室
- 交流コーナー

2階
- 会議室（1・2）

## 利用案内
- 所在地：岐阜県本巣郡北方町北方1335番地の3
- 開館時間 : 9:00 - 21:00
- 施設は有料。事前予約が必要。

## アクセス

### 公共交通機関
- 岐阜バス「北方バスターミナル」より徒歩で約3分。
  - 岐阜駅（JR岐阜駅バスターミナル）より北方河渡線【G61】「芝原6丁目」、大野忠節線【C39】「大野バスセンター」・【C35】「パレットピアおおの」、モレラ忠節線【C36】「モレラ岐阜」・【C34】「北方バスターミナル」、真正大縄場線【O75】「北方バスターミナル」・【O81】「イオンタウン本巣」・【O85】「大野バスセンター」
  - 穂積駅より大野穂積線「大野バスセンター」

### 自動車
- 国道21号「穂積中原」交差点より北上、県道23号（本巣縦貫道）を約5km。

## 周辺施設
- 北方町役場
- 北方町立図書館
- 北方町生涯学習センターきらり
- 北方町立北学園
- 円鏡寺
- 北方バスターミナル